# 印度佛教复兴运动
印度佛教复兴运动或达利特佛教运动是由阿姆倍伽尔于1956年在印度贱民中发起的一个宗教和社会政治运动，该运动重新解释了佛教，产生了名为“新乘”的派别。阿姆倍伽尔当时使50万达利特人皈依佛教。该派不承认了印度教，对印度种姓制度发起挑战，主张达利特人权利。该派也不承认大乘和上座部佛教及密宗传统，宣誓追求左翼佛教的道路。